# Campsas
Campsas è un comune francese di 1 232 abitanti situato nel dipartimento del Tarn e Garonna nella regione dell'Occitania.

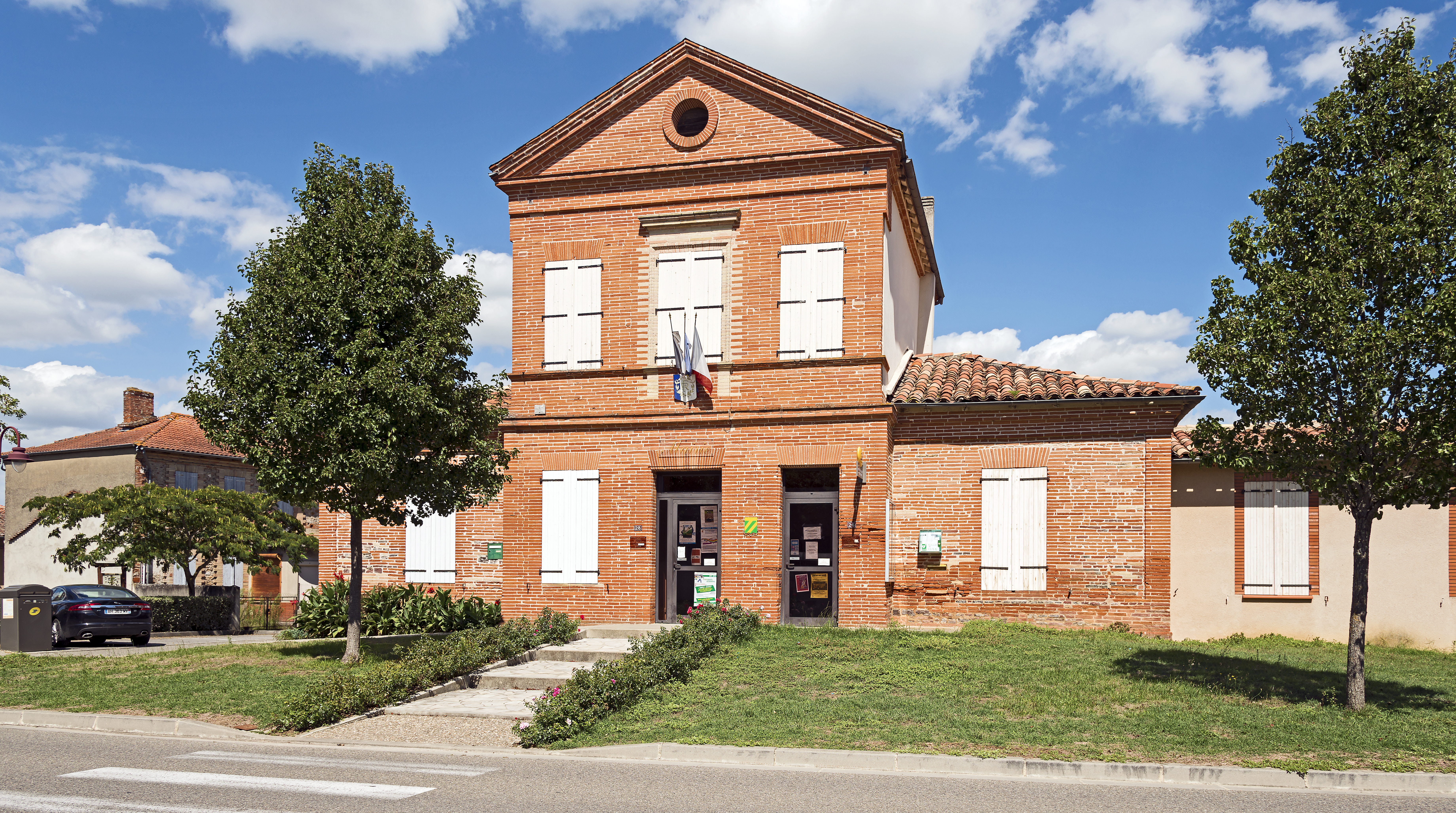
Il municipio.
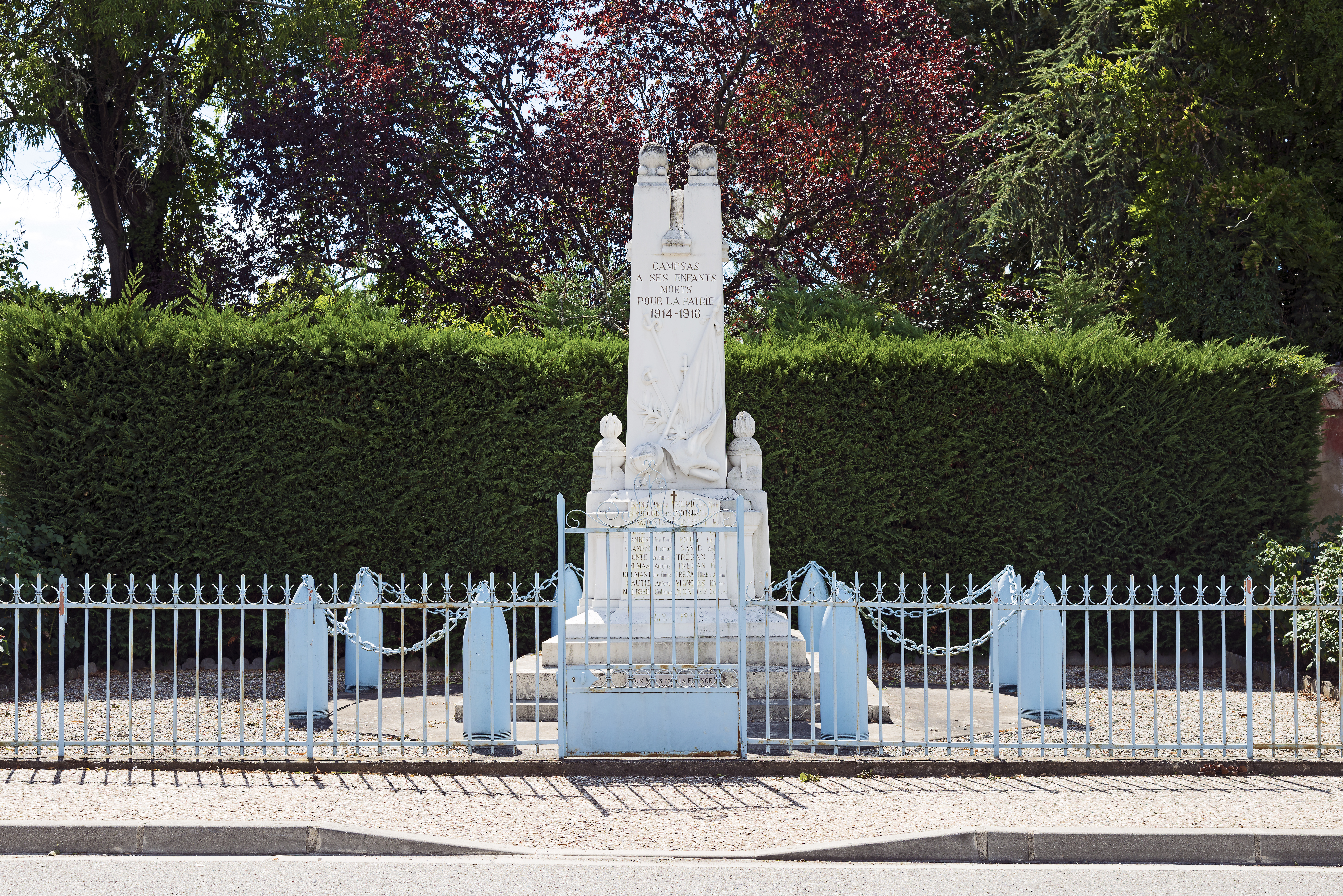
Il monumento ai caduti.

## Società

### Evoluzione demografica
Abitanti censiti